# Bulbophyllum hans-meyeri
Bulbophyllum hans-meyeri là một loài phong lan thuộc chi Bulbophyllum.